# W45

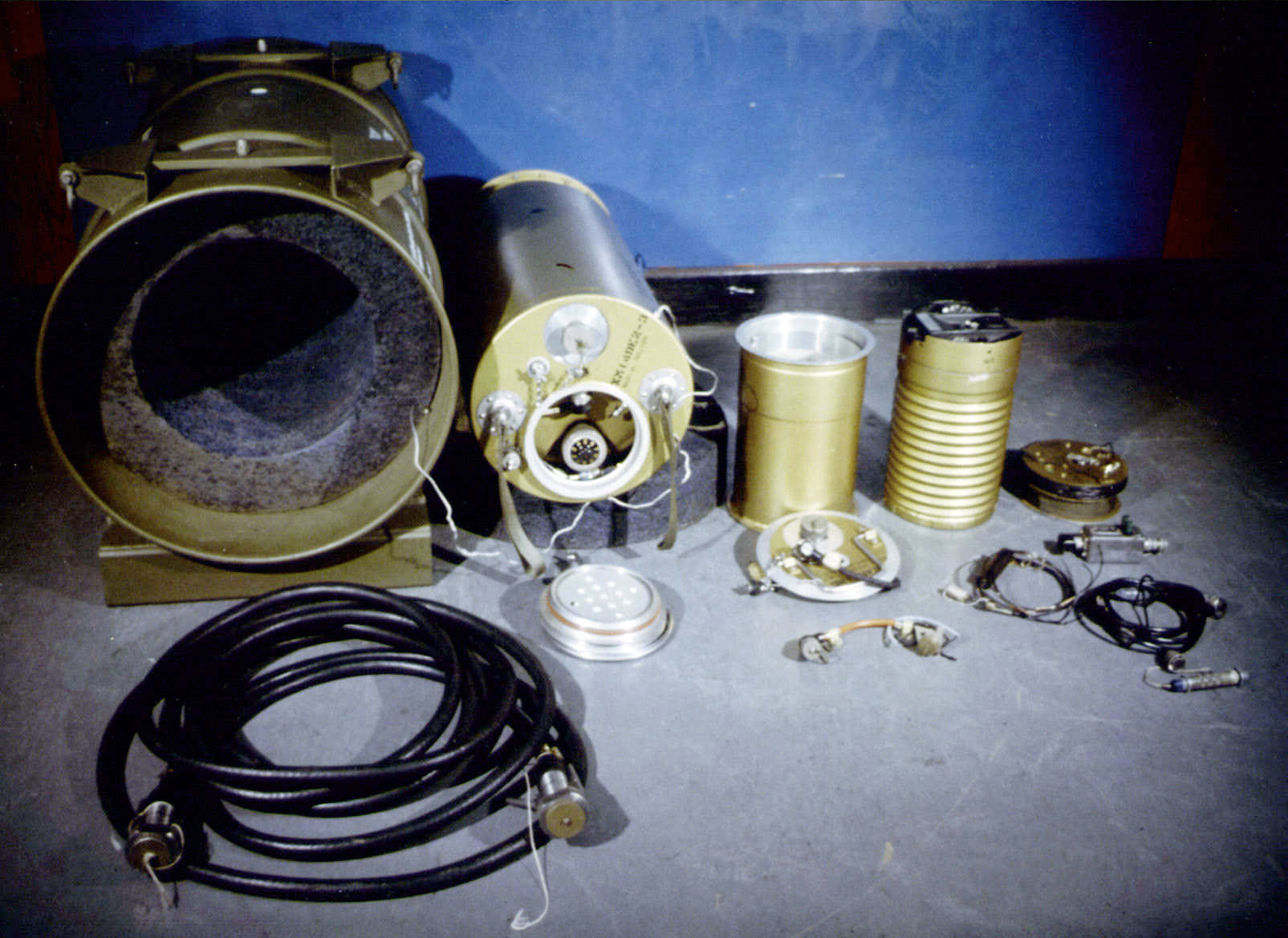
Peças internas da W45.

W45 foi uma linha de ogivas nucleares de fissão dos Estados Unidos da América, desenvolvida no início dos anos de 1960 pelo Laboratório Nacional de Lawrence Livermore na Califórnia, estando em serviço ate 1988.
Ele tinha um diâmetro de 29,2 cm, comprimento de 68,6 cm e pesava 68 kg, seu rendimento era ajustável de 0,5, 1, 5, 8, 10 e 15 quilotons.
Apesar do pouco tamanho e rendimento, a maioria das ogivas foram desmontadas por causa de um defeito no sistema de implosão que poderia detonar acidentalmente, ou ainda não detonar, defeito também encontrado nas ogivas W47 e W52.